# هيوم تاناكا
هيوم تاناكا (باليابانية: 田中 隼磨) (مواليد 31 يوليو 1982) هو لاعب كرة قدم ياباني يلعب حاليا لصالح Matsumoto Yamaga FC في الدوري الياباني الممتاز. يلعب مع منتخب اليابان لكرة القدم منذ عام 2006.

## وصلات خارجية
- هيوم تاناكا على موقع رابطة كرة القدم اليابانية للمحترفين (اليابانية)
- هيوم تاناكا على موقع قاعدة بيانات كرة القدم.إي يو (الإنجليزية)
- هيوم تاناكا على موقع ناشيونال فوتبول تيمز (الإنجليزية)
- هيوم تاناكا على موقع Soccerway.com (الإنجليزية)
- هيوم تاناكا على موقع عالم كرة القدم.نت (الإنجليزية)
- هيوم تاناكا على موقع كووورة

- National Football Teams
- Japan National Football Team Database